# Coelorinchus simorhynchus
Coelorinchus simorhynchus är en fiskart som beskrevs av Akitoshi Iwamoto och Anderson, 1994. Coelorinchus simorhynchus ingår i släktet Coelorinchus och familjen skolästfiskar. Inga underarter finns listade i Catalogue of Life.